# Paul Nieman
Paul Nieman (Hampstead, 9 juni 1950) is een Britse jazztrombonist, die vooral bekend werd op het gebied van avant-gardejazz.

## Biografie
Paul Nieman, zoon van de componist Alfred Nieman, studeerde eerst aan het Polytechnic Institute in Chiswick. Gedurende deze tijd speelde hij ook in het National Youth Jazz Orchestra. Daarna studeerde hij van 1969 tot 1972 aan de Guildhall School of Music and Drama en werkte hij samen met vooraanstaande jazz- en rockmuzikanten uit het Britse circuit, zoals Mike Westbrook (op Metropolis, 1971), George Harrison, het London Jazz Composers Orchestra, waar hij te horen is op het album Ode uit 1972, evenals Paul Rutherford, aan wiens productie Sequences 72 & 74 hij deelnam. Hij heeft ook gewerkt met John Surman, Keith Tippett, Stan Tracey, John Dankworth, Gil Evans, Diana Ross en de formatie Soft Machine. Hij speelde ook klassieke muziek, vooral oude muziek. Tot 1999 werkte hij als trombonedocent aan de Guildhall School of Music. Nieman formeerde samen met Steve Lodder zijn eigen band Elephant, waarvoor hij ook componeerde. Op het gebied van oude muziek trad hij tot 1999 op met de ensembles His Majesty's Sagbutts en Cornetts, The New London Consort en The Gabrieli Consort. Maar hij werkte ook samen met de orkesten van John Eliot Gardiner. Hij woont nu in Brighton, waar hij actief is als muzikant en muziekleraar. Na Ian Carr werd Niemans stijl als trombonist beïnvloed door Jimmy Knepper, Jack Teagarden en Bob Brookmeyer, maar ook door Charles Mingus, The Brecker Brothers en Karlheinz Stockhausen.